# Pristimantis muricatus
Pristimantis muricatus (Lynch and Miyata, 1980), es una especie de anfibio anuro de la familia Craugastoridae.

## Distribución
Esta especie es endémica de la provincia de Pichincha en Ecuador. Habita entre los 800 y 1380 m sobre el nivel del mar en el lado occidental de la Cordillera Occidental.

## Descripción
Los machos miden de 31.8 a 40.7 mm y las hembras 46.3 mm.
La especie se distingue por su hocico subacuminado y piel dorsal lisa con numerosos tubérculos cónicos, algunos agrandados en los flancos, tarso, talón y párpado superior. Presenta membrana y anillo timpánico moderadamente visibles, iris color cobre dorado con rayas negras radiales. Los machos tienen hendiduras y sacos vocales, pero carecen de almohadillas nupciales. El dedo I es más corto que el II, ambos con discos anchos y quillas laterales. Su coloración dorsal varía entre marrón oscuro, rojizo o verde oscuro, con franjas irregulares y, a veces, una línea dorsal crema. Los flancos son marrón amarillento con tonos rojizos, y el vientre blanco con manchas oscuras o amarillentas.

## Publicación original
- Lynch & Miyata, 1980: Two new species of Eleutherodactylus (Amphibia: Leptodactylidae) from the lowlands and lower cloud forests of western Ecuador. Breviora, n.º 457, p. 1-12[6]